# Scaptotrigona wheeleri
Scaptotrigona wheeleri är en biart som först beskrevs av Cockerell 1913.  Scaptotrigona wheeleri ingår i släktet Scaptotrigona och familjen långtungebin. Inga underarter finns listade i Catalogue of Life.